# La Drenne
La Drenne község Franciaország Hauts-de-France régiójában, Oise megyében. Új községként 2017. január 1-jén jött létre Le Déluge, La Neuville-d’Aumont és Ressons-l’Abbaye korábbi községek egyesítésével.

## Népesség
| Lakosok száma | 981  | 1001 | 1009 | 1017 | 1047 | 1058 | 1086 |
|               | 2015 | 2017 | 2018 | 2019 | 2020 | 2021 | 2022 |